# كيفن فلينت
كيفن فلينت (بالإنجليزية: Kevin Flint)‏ هو لاعب كرة قدم أسترالية أسترالي، ولد في 9 نوفمبر 1932.

## وصلات خارجية
- كيفن فلينت على موقع AustralianFootball.com (الإنجليزية)
- كيفن فلينت على موقع AFLtables.com (الإنجليزية)